# 24 f.Kr.
24 f.Kr. var ett normalår som började en torsdag i den proleptiska julianska kalendern, men i verkligheten antingen ett normalår som började en torsdag, fredag eller lördag, eller ett skottår som började en fredag i den julianska kalendern (se skottårsfelet i den julianska kalendern för mer information).

## Händelser

### Efter plats

#### Romerska riket
- Augustus och Gaius Norbanus Flaccus blir konsuler i Rom, Augustus för tionde gången.
- Augustus grundar staden Nikopolis i Egypten som äreminne över hans slutliga seger över Marcus Antonius.